# リーラノー郡 (ミシガン州)
リーラノー郡（英: Leelanau County）は、アメリカ合衆国ミシガン州ロウアー半島の北西部に位置する郡である。リーラノー半島などを領域とする。2010年国勢調査での人口は21,708人であり、2000年の21,119人から2.8%増加した。郡庁所在地は最近までリーランドという未編入の町だったが、2004年8月3日の住民投票で、郡の地理的中心に近いサットンズベイタウンシップという郡区そのものに移された。2008年に新しい郡庁舎に郡の機能の移転が完了した。この建物は未編入の村レイクリーラノーの1マイル (1.6 km) 東にある郡が所有する45エーカー (180,000 m2) の土地に建てられた。レイクリーラノーには新しく郡の警察組織の建物が完成した。
リーラノー郡はトラバースシティ小都市圏に属している。

## 歴史
リーラノー郡の名前はインディアンの言葉で「生活の喜び」を意味すると言われているが、インディアン代理人で民族誌学者のヘンリー・スクールクラフトが編み出した新語である。スクールクラフトはその話の中でインディアンの女性に「リーリノー」という名前を使うことがあった。スクールクラフトは州内の地名に、オジブワ語、ラテン語、アラビア語などの単語から多くの造語を作成した。オジブワ語では"L"の音を使わないとされている。
しかし最近の学者が、「リーリノー」はスクールクラフトの妻ジェーン・ジョンストン・スクールクラフトが1820年代に夫と共に作った家族の雑誌「文学の旅」で、ペンネームとして使ったのが最初だと主張してきた。ジェーンはオジブワ族とスコットランド系アイルランド人の血を受けており、オジブワ語と英語で文章を書いた。スクールクラフトが自分の名前で出したものを除きジェーンの生きている間にその文章が出版されていないが、ジェーンは最初のインディアン文学者、最初のインディアン女性著作家、最初のインディアン詩人、インディアンの言語で詩を書いた最初の者、伝統的なインディアンの話を書いた最初のインディアンだとされている。2008年、ジェーンはミシガン州女性の殿堂に加えられた。
リーラノー郡は自然の保護のために郡自体の成長を抑制することにかなりの努力を払ってきた。

## 地理

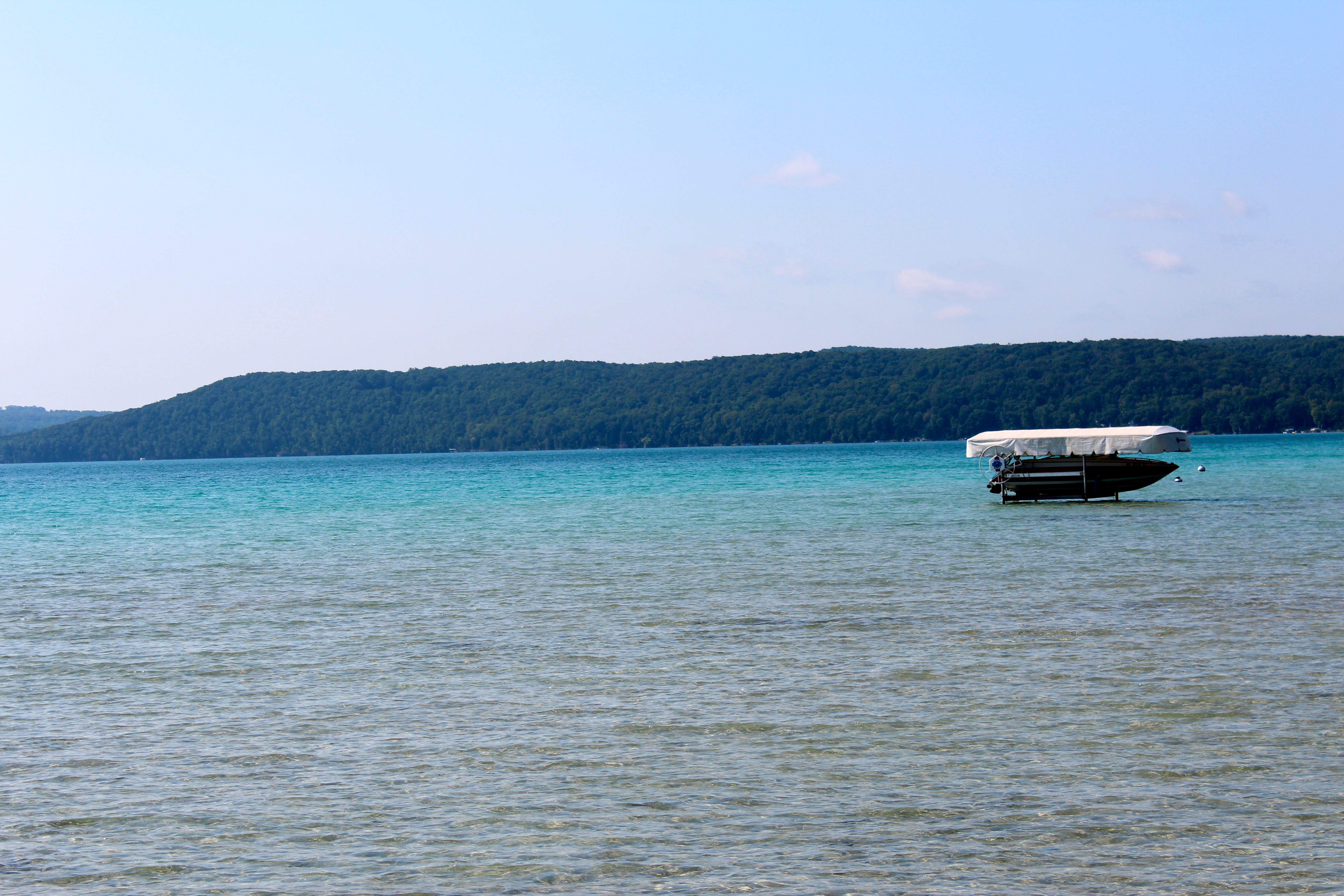
グレン湖

アメリカ合衆国国勢調査局に拠れば、郡域全面積は2,532.38平方マイル (6,558.8 km2)であり、このうち陸地348.47平方マイル (902.5 km2)、水域は2,183.91平方マイル (5,656.3 km2)で水域率は86.24%である。国内の郡で水域率の高さでは第2位である（1位は同じミシガン州のキーウィーノー郡）。リーランドの近くにあるリーランド川ダムによって造られたリーラノー湖が、郡内内陸の湖では最大である。スリーピングベア砂丘国立湖岸の中にあるグレン湖は世界でも最も美しい湖だと考えられている。スリーピングベア砂丘国立湖岸のかなりの部分が郡内に入っており、北マニトー島や南マニトー島がある。

### 主要高規格道路
- ミシガン州道22号線
- ミシガン州道72号線
- ミシガン州道109号線
- ミシガン州道201号線
- ミシガン州道204号線

### 隣接する郡
- スクールクラフト郡 - 北、ミシガン湖の対岸
- シャルルボア郡 - 北東、グランドトラバース湾の対岸
- アントリム郡 - 東
- グランドトラバース郡 - 南東
- ベンジー郡 - 南
- ドア郡 (ウィスコンシン州) - 西、ミシガン湖の対岸
- デルタ郡 - 北西、ミシガン湖の対岸

## 人口動態

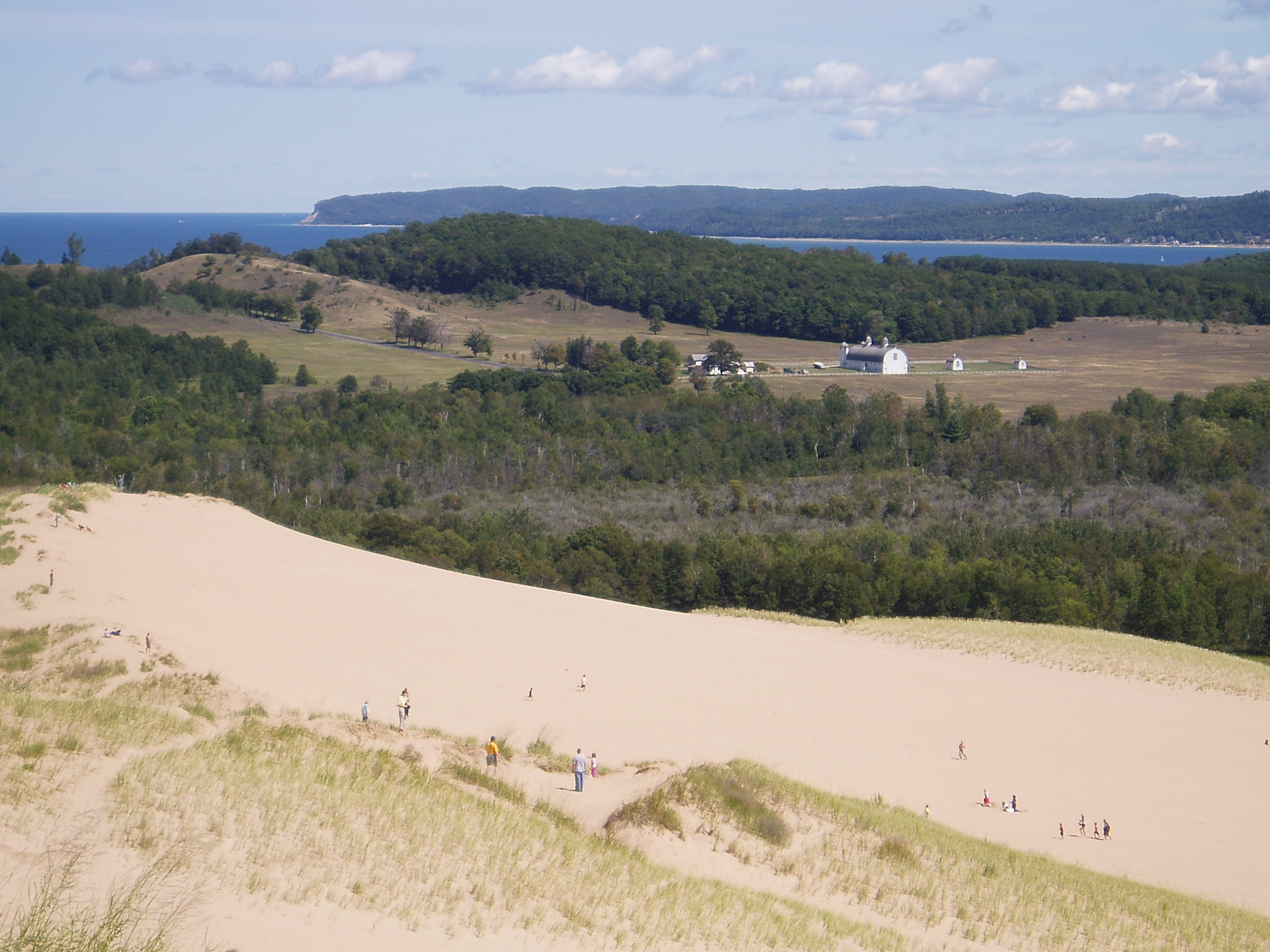
リーラノー郡の田園部

以下は2000年の国勢調査による人口統計データである。
| 基礎データ - 人口: 21,119人 - 世帯数: 8,436 世帯 - 家族数: 6,217 家族 - 人口密度: 23人/km2（61人/mi2） - 住居数: 13,297軒 - 住居密度: 15軒/km2（38軒/mi2） 人種別人口構成 - 白人: 93.52% - アフリカン・アメリカン: 0.25% - ネイティブ・アメリカン: 3.66% - アジア人: 0.24% - 太平洋諸島系: 0.02% - その他の人種: 1.34% - 混血: 0.97% - ヒスパニック・ラテン系: 3.29% 先祖による構成 - ドイツ系：23.3% - イギリス系：11.5% - ポーランド系：9.9% - アイルランド系：9.0% - フランス系：6.0% - アメリカ人：5.2% 言語による構成 - 英語：95.1% - スペイン語：2.9% | 年齢別人口構成 - 18歳未満: 24.4% - 18-24歳: 5.7% - 25-44歳: 24.2% - 45-64歳: 28.3% - 65歳以上: 17.4% - 年齢の中央値: 43歳 - 性比（女性100人あたり男性の人口） - 総人口: 99.5 - 18歳以上: 97.1 世帯と家族（対世帯数） - 18歳未満の子供がいる: 29.9% - 結婚・同居している夫婦: 63.6% - 未婚・離婚・死別女性が世帯主: 7.1% - 非家族世帯: 26.3% - 単身世帯: 22.3% - 65歳以上の老人1人暮らし: 8.8% - 平均構成人数 - 世帯: 2.48人 - 家族: 2.89人 収入と家計 - 収入の中央値 - 世帯: 47,062米ドル - 家族: 53,228米ドル - 性別 - 男性: 35,719米ドル - 女性: 25,778米ドル - 人口1人あたり収入: 24,686米ドル - 貧困線以下 - 対人口: 5.4% - 対家族数: 3.3% - 18歳未満: 6.4% - 65歳以上: 4.5% |

## 郡政府
郡政府は郡監獄の運営、地方道の維持、地方裁判所の運営、権利譲渡と抵当権設定記録など重要記録の維持、公衆衛生規制の管理、福祉など社会サービスの項目で州の施策への参加を行う。郡政委員会は予算を管理するが、法や条例を作るのは限定付き権限である。ミシガン州では、警察と消防、建設と区画割、税評価、街路維持など地方政府の大半機能は個々の都市と郡区の責任である。
最近新しい監獄の建設を終えた。

## 郡区
リーラノー郡は下記11の郡区に分割されている。
| - ビンガム - センタービル - クリーブランド | - エルムウッドチャーター - エンパイア - グレンアーバー | - カッソン - リーラノー - リーランド | - ソロン - サットンズベイタウンシップ - 郡庁所在地 |

## 都市と町
- トラバースシティ（部分）

### 村
- エンパイア
- ノースポート
- サットンズベイ

### 未編入の町
- バーディックビル
- シーダー
- グレンアーバー
- グレンヘイブン
- グライリックビル、国勢調査指定地域
- レイクリーラノー
- リーランド
- メイプルシティ
- オミーナ
- ペショーベスタウン

## 宗教
リーラノー郡はローマ・カトリック教会ゲイロード教区と西ミシガンのエピスコパル教区に属している。

## ワイン醸造所
リーラノー半島には18のワイン醸造所がある。半島は北緯45度線に近く、高級ブドウの栽培に適していることで知られている。2つに分かれたグランドトラバース湾が理想的な海洋性気候を生み、肥沃な土壌がある。北ミシガンは白ブドウが特産であり、夏から晩秋にかけて収穫されるリースリングが有名である。毎年10月には醸造所が収穫祭を行っている。秋に詰まれるリースリングを凍える寒さの中で収穫してアイスワインも作られている。